# Beachvolleybal op de Pan-Amerikaanse Spelen 2011
Beachvolleybal was een van de onderdelen op de Pan-Amerikaanse Spelen 2011 in Guadalajara. Het was de vierde keer dat de sport op de Pan-Amerikaanse Spelen beoefend werd. Het onderdeel vond plaats van 16 tot en met 23 oktober in de badplaats Puerto Vallarta. Aan zowel het mannen- als vrouwentoernooi namen zestien tweetallen mee, verdeeld over vier groepen. De nummers een en twee per groep plaatsten zich voor de kwartfinales, waarna via een knockoutsysteem werd gespeeld.

## Mannen

### Groepsfase
|  | Naar laatste acht |
|  | Naar tussenronde  |

#### Groep A
| # | Ploeg               | Punten | Wedstrijden | Wedstrijden | Spelpunten | Spelpunten | Spelpunten | Sets | Sets | Sets  |
| # | Ploeg               | Punten | W           | V           | W          | V          | Ratio      | W    | V    | Ratio |
| - | ------------------- | ------ | ----------- | ----------- | ---------- | ---------- | ---------- | ---- | ---- | ----- |
| 1 | Williman / Zanotta  | 5      | 2           | 1           | 120        | 103        | 1,165      | 4    | 2    | 2,000 |
| 2 | Miramontes / Virgen | 5      | 2           | 1           | 132        | 118        | 1,119      | 4    | 2    | 2,000 |
| 3 | Saxton / Redmann    | 5      | 2           | 1           | 136        | 127        | 1,071      | 4    | 2    | 2,000 |
| 4 | Lopez / Umaña       | 3      | 0           | 3           | 89         | 129        | 0,690      | 0    | 6    | 0,000 |

| Datum      |                     | Score |                    | Set 1   | Set 2   | Set 3 |
| ---------- | ------------------- | ----- | ------------------ | ------- | ------- | ----- |
| 17 oktober | Miramontes / Virgen | 2 – 0 | Lopez / Umaña      | 21 – 12 | 21 – 15 |       |
| 17 oktober | Williman / Zanotta  | 0 – 2 | Saxton / Redmann   | 17 – 21 | 19 – 21 |       |
| 18 oktober | Miramontes / Virgen | 0 – 2 | Williman / Zanotta | 18 – 21 | 19 – 21 |       |
| 18 oktober | Saxton / Redmann    | 2 – 0 | Lopez / Umaña      | 24 – 22 | 21 – 16 |       |
| 19 oktober | Williman / Zanotta  | 2 – 0 | Lopez / Umaña      | 21 – 11 | 21 – 13 |       |
| 19 oktober | Miramontes / Virgen | 2 – 0 | Saxton / Redmann   | 28 – 26 | 25 – 23 |       |

#### Groep B
| # | Ploeg                | Punten | Wedstrijden | Wedstrijden | Spelpunten | Spelpunten | Spelpunten | Sets | Sets | Sets  |
| # | Ploeg                | Punten | W           | V           | W          | V          | Ratio      | W    | V    | Ratio |
| - | -------------------- | ------ | ----------- | ----------- | ---------- | ---------- | ---------- | ---- | ---- | ----- |
| 1 | Hernández / Mussa    | 6      | 3           | 0           | 154        | 136        | 1,132      | 6    | 2    | 3,000 |
| 2 | Fuller / Van Zwieten | 5      | 2           | 1           | 138        | 117        | 1,179      | 5    | 2    | 2,500 |
| 3 | Grimalt / Grimalt    | 4      | 1           | 2           | 131        | 121        | 1,083      | 3    | 4    | 0,750 |
| 4 | Medrano / Vargas     | 3      | 0           | 3           | 77         | 125        | 0,616      | 0    | 6    | 0,000 |

| Datum      |                      | Score |                      | Set 1   | Set 2   | Set 3   |
| ---------- | -------------------- | ----- | -------------------- | ------- | ------- | ------- |
| 17 oktober | Grimalt / Grimalt    | 2 – 0 | Medrano / Vargas     | 21 – 12 | 21 – 10 |         |
| 17 oktober | Fuller / Van Zwieten | 1 – 2 | Hernández / Mussa    | 19 – 21 | 21 – 18 | 14 – 16 |
| 18 oktober | Grimalt / Grimalt    | 1 – 2 | Hernández / Mussa    | 18 – 21 | 21 – 18 | 16 – 18 |
| 18 oktober | Fuller / Van Zwieten | 2 – 0 | Medrano / Vargas     | 21 – 16 | 21 – 12 |         |
| 19 oktober | Grimalt / Grimalt    | 0 – 2 | Fuller / Van Zwieten | 15 – 21 | 19 – 21 |         |
| 19 oktober | Hernández / Mussa    | 2 – 0 | Medrano / Vargas     | 21 – 10 | 21 – 17 |         |

#### Groep C
| # | Ploeg                 | Punten | Wedstrijden | Wedstrijden | Spelpunten | Spelpunten | Spelpunten | Sets | Sets | Sets  |
| # | Ploeg                 | Punten | W           | V           | W          | V          | Ratio      | W    | V    | Ratio |
| - | --------------------- | ------ | ----------- | ----------- | ---------- | ---------- | ---------- | ---- | ---- | ----- |
| 1 | Etchgaray / Suarez    | 5      | 2           | 1           | 121        | 94         | 1,287      | 4    | 2    | 2,000 |
| 2 | Garrido / Leornado    | 5      | 2           | 1           | 116        | 100        | 1,160      | 4    | 2    | 2,000 |
| 3 | Rodriguez / Underwood | 5      | 2           | 1           | 118        | 105        | 1,124      | 4    | 2    | 2,000 |
| 4 | Brown – Gordon        | 3      | 0           | 3           | 70         | 126        | 0,556      | 0    | 6    | 0,000 |

| Datum      |                       | Score |                    | Set 1   | Set 2   | Set 3 |
| ---------- | --------------------- | ----- | ------------------ | ------- | ------- | ----- |
| 17 oktober | Rodriguez / Underwood | 2 – 0 | Brown / Gordon     | 21 – 11 | 21 – 13 |       |
| 17 oktober | Etchgaray / Suarez    | 2 – 0 | Garrido / Leornado | 21 – 19 | 21 – 11 |       |
| 18 oktober | Rodriguez / Underwood | 2 – 0 | Garrido / Leornado | 13 – 21 | 21 – 23 |       |
| 18 oktober | Etchgaray / Suarez    | 2 – 0 | Brown / Gordon     | 21 – 13 | 21 – 9  |       |
| 19 oktober | Rodriguez / Underwood | 0 – 2 | Etchgaray / Suarez | 21 – 18 | 21 – 19 |       |
| 19 oktober | Garrido / Leornado    | 2 – 0 | Brown / Gordon     | 21 – 9  | 21 – 15 |       |

#### Groep D
| # | Ploeg            | Punten | Wedstrijden | Wedstrijden | Spelpunten | Spelpunten | Spelpunten | Sets | Sets | Sets  |
| # | Ploeg            | Punten | W           | V           | W          | V          | Ratio      | W    | V    | Ratio |
| - | ---------------- | ------ | ----------- | ----------- | ---------- | ---------- | ---------- | ---- | ---- | ----- |
| 1 | Gonzalez / Piña  | 6      | 3           | 0           | 131        | 107        | 1,224      | 6    | 0    | MAX   |
| 2 | Alison / Emanuel | 5      | 2           | 1           | 114        | 85         | 1,341      | 4    | 2    | 2,000 |
| 3 | Perez / Recio    | 4      | 1           | 2           | 110        | 128        | 0,859      | 2    | 4    | 0,500 |
| 4 | Escobar / Monge  | 3      | 0           | 3           | 95         | 131        | 0,725      | 0    | 6    | 0,000 |

| Datum      |                  | Score |                 | Set 1   | Set 2   | Set 3 |
| ---------- | ---------------- | ----- | --------------- | ------- | ------- | ----- |
| 17 oktober | Alison / Emanuel | 2 – 0 | Escobar / Monge | 21 – 11 | 21 – 7  |       |
| 17 oktober | Gonzalez / Piña  | 2 – 0 | Perez / Recio   | 25 – 23 | 21 – 17 |       |
| 18 oktober | Perez / Recio    | 2 – 0 | Escobar / Monge | 24 – 22 | 21 – 18 |       |
| 18 oktober | Alison / Emanuel | 0 – 2 | Gonzalez / Piña | 19 – 21 | 11 – 21 |       |
| 19 oktober | Alison / Emanuel | 2 – 0 | Perez / Recio   | 21 – 13 | 21 – 12 |       |
| 19 oktober | Gonzalez / Piña  | 2 – 0 | Escobar / Monge | 21 – 16 | 23 – 21 |       |

### Eindronde
|  | Kwartfinale | Kwartfinale          | Kwartfinale         | Kwartfinale       | Kwartfinale |                    |    | Halve finale | Halve finale | Halve finale | Halve finale | Halve finale |              |  | Finale | Finale              | Finale | Finale | Finale | Finale | Finale |
|  |             |                      |                     |                   |             |                    |    |              |              |              |              |              |              |  |        |                     |        |        |        |        |        |
|  |             | Alison / Emanuel     | 21                  | 21                |             |                    |    |              |              |              |              |              |              |  |        |                     |        |        |        |        |        |
|  |             | Williman / Zanotta   | 16                  | 13                |             |                    |    |              |              |              |              |              |              |  |        |                     |        |        |        |        |        |
|  |             | Williman / Zanotta   | 16                  | 13                |             | Alison / Emanuel   | 21 | 20           | 15           |              |              |              |              |  |        |                     |        |        |        |        |        |
|  |             |                      |                     |                   |             | Alison / Emanuel   | 21 | 20           | 15           |              |              |              |              |  |        |                     |        |        |        |        |        |
|  |             |                      | Miramontes / Virgen | 19                | 22          | 6                  |    |              |              |              |              |              |              |  |        |                     |        |        |        |        |        |
|  |             | Gonzalez / Piña      | Miramontes / Virgen | 19                | 22          | 6                  | 21 | 16           | 12           |              |              |              |              |  |        |                     |        |        |        |        |        |
|  |             | Gonzalez / Piña      |                     |                   |             |                    | 21 | 16           | 12           |              |              |              |              |  |        |                     |        |        |        |        |        |
|  |             | Miramontes / Virgen  | 19                  | 21                | 15          |                    |    |              |              |              |              |              |              |  |        |                     |        |        |        |        |        |
|  |             |                      |                     |                   |             |                    |    |              |              |              |              |              |              |  |        | Alison / Emanuel    | 21     | 21     |        |        |        |
|  |             |                      |                     | Hernández / Mussa | 17          | 12                 |    |              |              |              |              |              |              |  |        |                     |        |        |        |        |        |
|  |             | Fuller / Van Zwieten | 20                  | 18                |             |                    |    |              |              |              |              |              |              |  |        |                     |        |        |        |        |        |
|  |             | Ecthgaray / Suarez   | 22                  | 21                |             |                    |    |              |              |              |              |              |              |  |        |                     |        |        |        |        |        |
|  |             | Ecthgaray / Suarez   | 22                  | 21                |             | Ecthgaray / Suarez | 21 | 16           | 12           |              |              |              |              |  |        |                     |        |        |        |        |        |
|  |             |                      |                     |                   |             | Ecthgaray / Suarez | 21 | 16           | 12           |              |              |              |              |  |        |                     |        |        |        |        |        |
|  |             |                      | Hernández / Mussa   | 19                | 21          | 15                 |    |              | Troostfinale | Troostfinale | Troostfinale | Troostfinale | Troostfinale |  |        |                     |        |        |        |        |        |
|  |             | Hernández / Mussa    | Hernández / Mussa   | 19                | 21          | 15                 | 21 | 21           | Troostfinale | Troostfinale | Troostfinale | Troostfinale | Troostfinale |  |        |                     |        |        |        |        |        |
|  |             | Hernández / Mussa    |                     |                   |             |                    | 21 | 21           |              |              |              |              |              |  |        |                     |        |        |        |        |        |
|  |             | Garrido / Leornado   | 15                  | 15                |             |                    |    |              |              |              |              |              |              |  |        | Miramontes / Virgen | 21     | 19     | 11     |        |        |
|  |             |                      |                     |                   |             |                    |    |              |              |              |              |              |              |  |        | Ecthgaray / Suarez  | 14     | 21     | 15     |        |        |

## Vrouwen

### Groepsfase
|  | Naar laatste acht |
|  | Naar tussenronde  |

#### Groep A
| # | Ploeg                 | Punten | Wedstrijden | Wedstrijden | Spelpunten | Spelpunten | Spelpunten | Sets | Sets | Sets  |
| # | Ploeg                 | Punten | W           | V           | W          | V          | Ratio      | W    | V    | Ratio |
| - | --------------------- | ------ | ----------- | ----------- | ---------- | ---------- | ---------- | ---- | ---- | ----- |
| 1 | Candelas / García     | 6      | 3           | 0           | 126        | 59         | 2,136      | 6    | 0    | MAX   |
| 2 | Gómez / Guigou        | 5      | 2           | 1           | 119        | 117        | 1,017      | 4    | 3    | 1,333 |
| 3 | Morales / Alfaro      | 4      | 1           | 2           | 107        | 123        | 0,870      | 3    | 4    | 0,750 |
| 4 | Hernández / Rodríguez | 3      | 0           | 3           | 70         | 126        | 0,556      | 0    | 6    | 0,000 |

| Datum      |                   | Score |                       | Set 1   | Set 2   | Set 3   |
| ---------- | ----------------- | ----- | --------------------- | ------- | ------- | ------- |
| 16 oktober | Gómez / Guigou    | 2 – 1 | Morales / Alfaro      | 16 – 21 | 21 – 14 | 15 – 13 |
| 16 oktober | Candelas / García | 2 – 0 | Hernández / Rodríguez | 21 – 5  | 21 – 12 |         |
| 17 oktober | Gómez / Guigou    | 2 – 0 | Hernández / Rodríguez | 21 – 12 | 21 – 15 |         |
| 17 oktober | Candelas / García | 2 – 0 | Morales / Alfaro      | 21 – 8  | 21 – 9  |         |
| 18 oktober | Morales / Alfaro  | 2 – 0 | Hernández / Rodríguez | 21 – 14 | 21 – 15 |         |
| 18 oktober | Candelas / García | 2 – 0 | Gómez / Guigou        | 21 – 15 | 21 – 10 |         |

#### Groep B
| # | Ploeg             | Punten | Wedstrijden | Wedstrijden | Spelpunten | Spelpunten | Spelpunten | Sets | Sets | Sets  |
| # | Ploeg             | Punten | W           | V           | W          | V          | Ratio      | W    | V    | Ratio |
| - | ----------------- | ------ | ----------- | ----------- | ---------- | ---------- | ---------- | ---- | ---- | ----- |
| 1 | Larissa / Juliana | 6      | 3           | 0           | 126        | 73         | 1,726      | 6    | 0    | MAX   |
| 2 | Sinal / Sinal     | 5      | 2           | 1           | 125        | 108        | 1,157      | 4    | 3    | 1,333 |
| 3 | Chila / Vilela    | 4      | 1           | 2           | 129        | 139        | 0,928      | 2    | 5    | 0,400 |
| 4 | Dyette / Phillip  | 3      | 0           | 3           | 81         | 141        | 0,574      | 1    | 6    | 0,167 |

| Datum      |                   | Score |                  | Set 1   | Set 2   | Set 3   |
| ---------- | ----------------- | ----- | ---------------- | ------- | ------- | ------- |
| 16 oktober | Sinal / Sinal     | 2 – 1 | Chila / Vilela   | 18 – 21 | 21 – 15 | 15 – 13 |
| 16 oktober | Larissa / Juliana | 2 – 0 | Dyette / Phillip | 21 – 5  | 21 – 16 |         |
| 17 oktober | Sinal / Sinal     | 2 – 0 | Dyette / Phillip | 21 – 12 | 21 – 14 |         |
| 17 oktober | Larissa / Juliana | 2 – 0 | Chila / Vilela   | 21 – 12 | 21 – 11 |         |
| 18 oktober | Larissa / Juliana | 2 – 0 | Sinal / Sinal    | 21 – 16 | 21 – 13 |         |
| 18 oktober | Dyette / Phillip  | 1 – 2 | Chila / Vilela   | 14 – 21 | 23 – 21 | 6 – 15  |

#### Groep C
| # | Ploeg             | Punten | Wedstrijden | Wedstrijden | Spelpunten | Spelpunten | Spelpunten | Sets | Sets | Sets  |
| # | Ploeg             | Punten | W           | V           | W          | V          | Ratio      | W    | V    | Ratio |
| - | ----------------- | ------ | ----------- | ----------- | ---------- | ---------- | ---------- | ---- | ---- | ----- |
| 1 | Santiago / Yantin | 6      | 3           | 0           | 138        | 98         | 1,408      | 6    | 1    | 6,000 |
| 2 | Bansley / Maloney | 5      | 2           | 1           | 134        | 107        | 1,252      | 4    | 3    | 1,333 |
| 3 | Gallay / Zonta    | 4      | 1           | 2           | 143        | 124        | 1,153      | 4    | 4    | 1,000 |
| 4 | Avalos / Romero   | 3      | 0           | 3           | 48         | 126        | 0,381      | 0    | 6    | 0,000 |

| Datum      |                   | Score |                   | Set 1   | Set 2   | Set 3   |
| ---------- | ----------------- | ----- | ----------------- | ------- | ------- | ------- |
| 16 oktober | Santiago / Yantin | 2 – 0 | Avalos / Romero   | 21 – 4  | 21 – 7  |         |
| 16 oktober | Gallay / Zonta    | 1 – 2 | Bansley / Maloney | 21 – 18 | 20 – 22 | 6 – 15  |
| 17 oktober | Santiago / Yantin | 2 – 0 | Bansley / Maloney | 21 – 19 | 21 – 18 |         |
| 17 oktober | Gallay / Zonta    | 2 – 0 | Avalos / Romero   | 21 – 14 | 21 – 5  |         |
| 18 oktober | Santiago / Yantin | 2 – 1 | Gallay / Zonta    | 21 – 18 | 18 – 21 | 15 – 11 |
| 18 oktober | Bansley / Maloney | 2 – 0 | Avalos / Romero   | 21 – 10 | 21 – 8  |         |

#### Groep D
| # | Ploeg              | Punten | Wedstrijden | Wedstrijden | Spelpunten | Spelpunten | Spelpunten | Sets | Sets | Sets  |
| # | Ploeg              | Punten | W           | V           | W          | V          | Ratio      | W    | V    | Ratio |
| - | ------------------ | ------ | ----------- | ----------- | ---------- | ---------- | ---------- | ---- | ---- | ----- |
| 1 | Day / Hughes       | 6      | 3           | 0           | 147        | 106        | 1,387      | 6    | 1    | 6,000 |
| 2 | Galindo / Galindo  | 5      | 2           | 1           | 129        | 115        | 1,093      | 4    | 3    | 1,333 |
| 3 | Orellana / Ramírez | 4      | 1           | 2           | 148        | 142        | 1,042      | 4    | 4    | 1,000 |
| 4 | Pazlivek / Rivas   | 3      | 0           | 3           | 67         | 126        | 0,532      | 0    | 6    | 0,000 |

| Datum      |                   | Score |                    | Set 1   | Set 2   | Set 3   |
| ---------- | ----------------- | ----- | ------------------ | ------- | ------- | ------- |
| 16 oktober | Galindo / Galindo | 2 – 1 | Orellana / Ramírez | 21 – 19 | 18 – 21 | 15 – 10 |
| 16 oktober | Day / Hughes      | 2 – 0 | Pazlivek / Rivas   | 21 – 10 | 21 – 7  |         |
| 17 oktober | Galindo / Galindo | 2 – 0 | Pazlivek / Rivas   | 21 – 12 | 21 – 13 |         |
| 17 oktober | Day / Hughes      | 2 – 1 | Orellana / Ramírez | 28 – 26 | 20 – 22 | 15 – 8  |
| 18 oktober | Galindo / Galindo | 0 – 2 | Day / Hughes       | 19 – 21 | 14 – 21 |         |
| 18 oktober | Pazlivek / Rivas  | 0 – 2 | Orellana / Ramírez | 17 – 21 | 8 – 21  |         |

### Eindronde
|  | Kwartfinale | Kwartfinale       | Kwartfinale       | Kwartfinale       | Kwartfinale |                   |    | Halve finale | Halve finale | Halve finale | Halve finale | Halve finale |              |  | Finale | Finale            | Finale | Finale | Finale | Finale | Finale |
|  |             |                   |                   |                   |             |                   |    |              |              |              |              |              |              |  |        |                   |        |        |        |        |        |
|  |             | Galindo / Galindo | 16                | 13                |             |                   |    |              |              |              |              |              |              |  |        |                   |        |        |        |        |        |
|  |             | Candelas / García | 21                | 21                |             |                   |    |              |              |              |              |              |              |  |        |                   |        |        |        |        |        |
|  |             | Candelas / García | 21                | 21                |             | Candelas / García | 21 | 21           |              |              |              |              |              |  |        |                   |        |        |        |        |        |
|  |             |                   |                   |                   |             | Candelas / García | 21 | 21           |              |              |              |              |              |  |        |                   |        |        |        |        |        |
|  |             |                   | Day / Hughes      | 12                | 14          |                   |    |              |              |              |              |              |              |  |        |                   |        |        |        |        |        |
|  |             | Day / Hughes      | Day / Hughes      | 12                | 14          | 21                | 21 |              |              |              |              |              |              |  |        |                   |        |        |        |        |        |
|  |             | Day / Hughes      |                   |                   |             | 21                | 21 |              |              |              |              |              |              |  |        |                   |        |        |        |        |        |
|  |             | Gómez / Guigou    | 12                | 12                |             |                   |    |              |              |              |              |              |              |  |        |                   |        |        |        |        |        |
|  |             |                   |                   |                   |             |                   |    |              |              |              |              |              |              |  |        | Candelas / García | 15     | 24     | 20     |        |        |
|  |             |                   |                   | Larissa / Juliana | 21          | 22                | 22 |              |              |              |              |              |              |  |        |                   |        |        |        |        |        |
|  |             | Sinal / Sinal     | 16                | 18                |             |                   |    |              |              |              |              |              |              |  |        |                   |        |        |        |        |        |
|  |             | Santiago / Yantin | 21                | 21                |             |                   |    |              |              |              |              |              |              |  |        |                   |        |        |        |        |        |
|  |             | Santiago / Yantin | 21                | 21                |             | Santiago / Yantin | 16 | 12           |              |              |              |              |              |  |        |                   |        |        |        |        |        |
|  |             |                   |                   |                   |             | Santiago / Yantin | 16 | 12           |              |              |              |              |              |  |        |                   |        |        |        |        |        |
|  |             |                   | Larissa / Juliana | 21                | 21          |                   |    |              | Troostfinale | Troostfinale | Troostfinale | Troostfinale | Troostfinale |  |        |                   |        |        |        |        |        |
|  |             | Larissa / Juliana | Larissa / Juliana | 21                | 21          | 21                | 21 |              | Troostfinale | Troostfinale | Troostfinale | Troostfinale | Troostfinale |  |        |                   |        |        |        |        |        |
|  |             | Larissa / Juliana |                   |                   |             | 21                | 21 |              |              |              |              |              |              |  |        |                   |        |        |        |        |        |
|  |             | Bansley / Maloney | 15                | 16                |             |                   |    |              |              |              |              |              |              |  |        | Day / Hughes      | 16     | 21     | 7      |        |        |
|  |             |                   |                   |                   |             |                   |    |              |              |              |              |              |              |  |        | Santiago / Yantin | 21     | 16     | 15     |        |        |

## Medailles

### Medaillewinnaars
| Onderdeel | Goud | Goud                              | Zilver | Zilver                        | Brons | Brons                             |
| --------- | ---- | --------------------------------- | ------ | ----------------------------- | ----- | --------------------------------- |
| mannen    | BRA  | Alison Cerutti Emanuel Rego       | VEN    | Igor Hernández Farid Mussa    | ARG   | Santiago Etchgaray Pablo Suarez   |
| vrouwen   | BRA  | Larissa França Juliana Felisberta | MEX    | Bibiana Candelas Mayra García | PUR   | Yarleen Santiago Yamileska Yantin |

### Medaillespiegel
| Rang   | Land        | Goud | Zilver | Brons | Totaal |
| 1      | Brazilië    | 2    | 0      | 0     | 2      |
| 2      | Mexico      | 0    | 1      | 0     | 1      |
| 2      | Venezuela   | 0    | 1      | 0     | 1      |
| 4      | Argentinië  | 0    | 0      | 1     | 1      |
| 4      | Puerto Rico | 0    | 0      | 1     | 1      |
| Totaal | Totaal      | 2    | 2      | 2     | 6      |

Winnipeg 1999 ·
Santo Domingo 2003 ·
Rio de Janeiro 2007 ·
Guadalajara 2011 ·
Toronto 2015 ·
Lima 2019 ·
Santiago 2023